# Go with the Flow
«Go With The Flow» (en español: «seguir la corriente»), es una canción de la banda Queens of the Stone Age, lanzada como sencillo en 2003.
Pertenece al disco Songs for the Deaf, el tercer disco de estudio de Queens of the Stone Age, es el primer sencillo de este disco, producido por Josh Homme. También fue grabada en vivo para el álbum Over the Years and Through the Woods y el MTV Desenchufado en Berlín en 2005.
Los integrantes de la banda para esta canción son Josh Homme, Nick Oliveri, Mark Lanegan y  Dave Grohl, además aparecen en un video de realizado por Shynola.
Go With the Flow ha sido nominada como mejor interpretación de hard rock en los Premios Grammy en 2004.
Es la canción interpretada más veces por la banda en toda su historia.

## Versiones
- En 2005, el grupo alemán de música electrónica Northern Lite realizó su versión incluida en el álbum Temper.[5]
- El dúo noruego de música electrónica Röyksopp realizó en el año 2006, una remezcla de la canción incluido en su EP, Röyksopp Night Out.[6]
- Otro artista noruego, en este caso, Stein Roger Sordal, exintegrante de Green Carnation, grabó una versión acústica de la canción.

## Lista de canciones
CD 1
1. «Go with the Flow» (versión del álbum)
2. «No One Knows» (UNKLE reconstruction remix radio edit)
3. «Hangin' Tree» (en vivo en Melkweg, registrado en Ámsterdam el 24 de junio de 2002)
4. «Go with the Flow» (CD-ROM video)

CD 2
1. «Go with the Flow» (versión del álbum)
2. «Regular John» (en vivo en Melkweg, registrado en Ámsterdam el 24 de junio de 2002)
3. «Do It Again» (en vivo en Melkweg, registrado en Ámsterdam el 24 de junio de 2002)

## Posicionamiento
| Lista (2003)                            | Mejor posición |
| --------------------------------------- | -------------- |
| Australia (ARIA)                        | 39             |
| Estados Unidos (Bubbling Under Hot 100) | 16             |
| Estados Unidos (Modern Rock Tracks)     | 7              |
| Estados Unidos (Mainstream Rock Tracks) | 24             |
| Irlanda (IRMA)                          | 43             |
| Países Bajos (Mega Single Top 100)      | 50             |
| Reino Unido (UK Singles Chart)          | 21             |